# Paul Constant Bloys van Treslong Prins
Paul Constant Bloys van Treslong Prins (Delft, 7 juni 1873 − Batavia, 30 oktober 1940) was een Nederlands ambtenaar, heraldicus, genealoog en archivaris.

## Biografie
Prins was een zoon van Johan Constant Theodoor Bloys van Treslong Prins en Jacoba Hermanna Ditmars van Dam. Hij promoveerde in 1903 in de rechtsgeleerdheid op stellingen te Utrecht. In het jaar ervoor was hij getrouwd met jkvr. Johanna Catharina de Savornin Lohman (1879-1937), dochter van minister jhr. mr. Alexander de Savornin Lohman (1837-1924) en lid van de familie Lohman. In 1908 vertrok Prins, zonder zijn echtgenote, naar Nederlands-Indië en vervulde er verschillende ambtelijke betrekkingen. Aanvankelijk in 1925 ontslagen wegens ziekte, wist hij dat ontslag ongedaan te maken. 
Per 21 december 1925 werd hij benoemd tot adjunct-landsarchivaris van Nederlands-Indië, onder de landsarchivaris dr. Everhardus Cornelis Godée Molsbergen (1875-1940). Die laatste ging in 1936 met pensioen, maar toen was Prins al in 1931 ontslagen. Hij had namelijk in zijn functie 600 lakzegels van archiefstukken geknipt en die aan zijn eigen verzameling toegevoegd.
In 1928 was overigens Maria Henriette Philippine (Jetje) Callenfels (1876-1946) in dienst gekomen van het Landsarchief. Prins, wiens echtgenote in Nederland was, begon een intieme verhouding met haar. Toen zijn echtgenote in 1937 in 's-Gravenhage overleed, trouwde hij veertien dagen later met Jetje Callenfels. Zij bleef op het Landsarchief werken, waar even later ook E. du Perron in dienst trad. Na enkele jaren overleed Prins in 1940 te Batavia, zijn tweede vrouw enige jaren later.

## Genealogie en heraldiek
Prins heeft vanaf 1900 gepubliceerd, vooral op genealogisch en heraldisch terrein. Vanaf 1900 was hij lid, vanaf 1901 bestuurslid van het Koninklijk Nederlandsch Genootschap voor Geslacht- en Wapenkunde en publiceerde in zijn blad De Nederlandsche Leeuw. Tot 1909, nadat hij vertrokken was naar Nederlands-Indië, was hij penningmeester van het genootschap. Hij publiceerde ook in diverse andere tijdschriften als De Wapenheraut en De Navorscher. 
Grote bekendheid verwierf hij met zijn heraldische beschrijvingen van grafstenen en grafzerken van vele kerken in Nederland, deels samen met mr. dr. Jan Belonje (1899-1996); nog in 1998 verschenen al die delen op een cd-rom. Voorts publiceerde hij over Europese families in Nederlands-Indië waar hij bijvoorbeeld voorzitter van de Genealogisch-Heraldischen Kring te Batavia was en lid van de redactiecommissie van de Indische Navorscher in welk laatste blad hij zelf ook publiceerde. In 1941 werd een artikel van zijn hand uit 1918 postuum gepubliceerd in het NSB-blad Sibbe.
De door hem op circa een half miljoen systeemkaarten verzamelde gegevens over Europese inwoners in Indië en VOC-dienaren en ambtenaren is thans als 'collectie Bloys van Treslong Prins' een belangrijk onderdeel van de verzameling Oost-Indische bronnen van het Centraal Bureau voor Genealogie.